# Renate Holm
Renate Holm, all'anagrafe Renate Franke (Berlino, 10 agosto 1931 – Vienna, 21 aprile 2022) è stata un soprano tedesco naturalizzato austriaco.

## Biografia
Nipote di Karl von Bülow, nacque a Berlino nel 1931 e studiò canto con il soprano di coloratura Maria Ivogün mentre lavorava come assistente di un dentista. Nel 1953 vinse un concorso canoro che la portò all'attenzione della Rundfunk im amerikanischen Sektor, cominciando quindi a cantare in radio.
Pur essendo stata scritturata per il ruolo di Eliza Doolittle nella prima tedesca di My Fair Lady al Theater des Westens, nel 1957 fu assunta dalla Volksoper Wien, ove esordì come Elena in Sogno d'un valzer. Nel 1960 fece il suo debutto alla Wiener Staatsoper come Gretchen in Der Wildschütz. Herbert von Karajan le offrì un contratto permanente con la compagnia, con cui continuò a cantare fino al 1991, apparendovi in 470 rappresentazioni nei ruoli di Papagena, Marzellina, Musetta, Blonde, Susanna e la Contessa, Zerbinetta, Sophie, Rosina e Adele. Cantò più volte al Festival di Salisburgo tra il 1961 e il 1975, nei ruoli di Zerlina, Papagena e Musetta. Tra il 1961 e il 1970 cantò in diverse occasioni anche al Teatro Colón, dove apparve come Blonde, Susanna, Zerlina, Isotta e Papagena. Nel corso della sua carriera apparve anche in diversi film.
Nominata Kammersängerin nel 1971, fu sposata con Horst-Wolfgang Haase dal 1965 al divorzio nel 1972. Morì a Vienna nel 2022 all'età di novant'anni.

## Filmografia parziale
- Wo die Lerche singt, regia di Hans Wolff (1956)

## Discografia parziale
- Das Land des Lächelns - Großes Operettenorchester, Heinz Hoppe, Ingeborg Hallstein & Renate Holm - 1968 Universal
- Strauss II, J: Die Fledermaus - Anneliese Rothenberger/Nicolai Gedda/Dietrich Fischer-Dieskau/Renate Holm/Willi Boskovsky/Wiener Symphoniker, 1972 EMI/Warner
- La bohème, Vienna 1973, con Ileana Cotrubaș, Giuseppe Taddei, Bonaldo Giaiotti, Renate Holm, dir. Anton Guadagno ed. Lyric Distribution
- Zeller, Der Vogelhändler - Anneliese Rothenberger/Willi Boskovsky/Walter Berry/Wolfgang Anheisser/Adolf Dallapozza/Karl Dönch/Renate Holm/Gerhard Unger/Wiener Symphoniker/Jurgen Forster/Chor der Wiener Staatsoper in der Volksoper, 1974 EMI